# Benney
Benney é uma comuna francesa na região administrativa de Grande Leste, no departamento de Meurthe-et-Moselle. Estende-se por uma área de 18,48 km². Em 2010 a comuna tinha 659 habitantes (densidade: 35,7 hab./km²).